# Кунинда

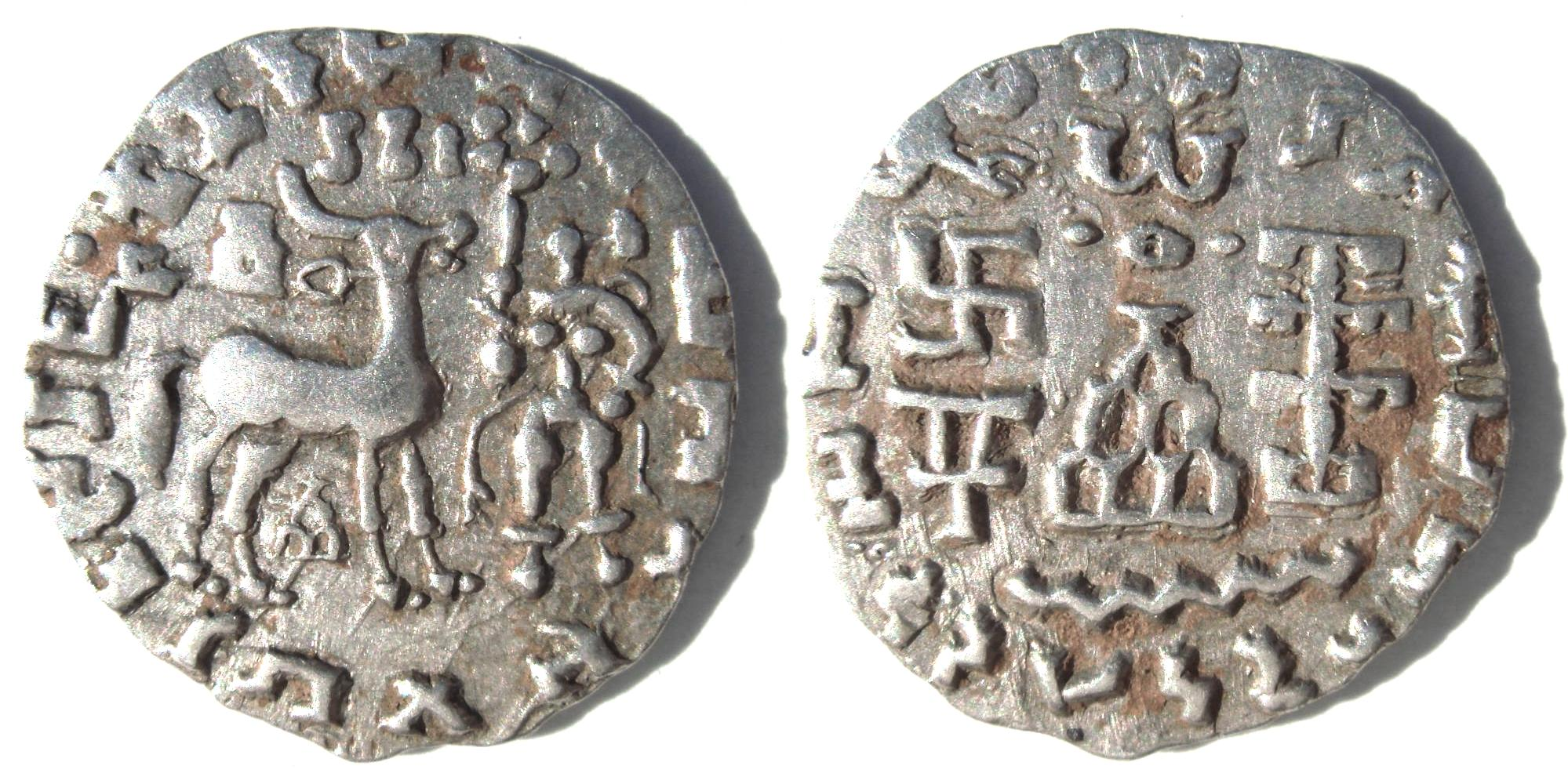
Монета царства Кунинда I века до н. э.

Куни́нда или Кули́нда — древнеиндийское государство, располагавшееся в центральных Гималаях (современные индийские штаты Уттаракханд и южная часть Химачал-Прадеш) и существовавшее в период со II века до н. э. по III век н. э.
Хотя документированная история государства Кунинда начинается во II веке до н. э., упоминания о племени или народности куниндов, населявших страну Кулиндадеша, содержатся в древнеиндийском эпосе «Махабхарате» и в Пуранах. В частности, в «Махабхарате» говорится, что кунинды были побеждены Арджуной. Одним из первых царей куниндов был Амогхабхути, правивший горной долиной рек Ямуны и Сатледжа в конце II — начале I века до н. э. Древнегреческий историк Птолемей называет родиной куниндов регион, находящийся у истоков Ганги, Ямуны и Сатледжа.
В Калси, в гималайском регионе Гарвал, была найдена надпись Ашоки, свидетельствующая о присутствии буддизма в этом регионе в IV веке до н. э. Царство Кунинда прекратило своё существование в III веке, а в IV веке в регионе широко распространился шиваизм.